# Zona de exclusão aérea

Países que tiveram Zonas de Exclusão Aérea: Iraque, Bósnia e Herzegovina e Líbia.

Uma zona de exclusão aérea (ZEA), também conhecida como zona proibida ao voo, é uma área onde está restringido ou proibido o voo de aeronaves, por decisão do estado ao qual pertence o espaço aéreo em questão, ou por imposição externa, sendo então uma forma de sanção. Esta medida é adotada por necessidade militar ou segurança pública. No caso de ser uma decisão do próprio estado ao qual pertence o espaço aéreo, as zonas proibidas deverão ser de extensão e localização razoáveis, para não provocar desnecessariamente prejuízos à navegação aérea comercial. No segundo caso, visa interditar os voos aéreos sobre uma zona determinada, e os aviões que pretendam sobrevoar esse território têm que pedir autorização antes de decolar. Sem essa autorização, são considerados aviões inimigos e podem por isso ser abatidos. A defesa antiaérea do país não pode estar ativa nessa zona de exclusão aérea.
Apesar do estabelecimento de uma zona de exclusão aérea ser uma faculdade do próprio estado ao qual esta afeta, tal e como se depreende do princípio de soberania estatal, registaram-se já situações nas quais o Conselho de Segurança das Nações Unidas, amparando-se no Capítulo VII da Carta das Nações Unidas, decretou zonas de exclusão aérea (como sucedeu na Bósnia e Herzegovina em 1992 ou na Líbia em 2011) sem que obtivesse o consentimento do estado afetado. Chegaram mesmo a dar-se casos em que vários estados, unilateralmente, acordaram na imposição de uma zona de exclusão aérea a um terceiro (caso do Iraque em 1991).
A regulação jurídica básica das zonas de exclusão aérea encontra-se redigida no artigo nono da Convenção sobre Aviação Civil Internacional, ratificada por um total de 190 estados até ao momento presente.

## Antigas zonas de exclusão aérea

### Iraque, 1991-2003
Em 1991, os Estados Unidos, Reino Unido, França, Turquia e outros países intervieram no Conflito curdo-iraquiano no norte do Iraque, estabelecendo uma zona de exclusão aérea em que os aviões iraquianos foram impedidos de voar. A intenção da zona de exclusão aérea foi de evitar possíveis bombardeios e ataques com armas químicas contra a população curda pelo regime iraquiano. As operações iniciais foram apelidadas de Operação Provide Comfort e Operação Provide Comfort II e foram seguidas pela Operação Northern Watch. Apesar de os poderes de execução terem citado a Resolução 688 de autorizar as operações, a resolução não continha qualquer autorização explícita. O Secretário-Geral das Nações Unidas no momento em que a resolução foi aprovada, Boutros Boutros-Ghali chamou a zona de exclusão aérea de "ilegal" em fevereiro de 2003 em entrevista com John Pilger. No sul do Iraque, a Operação Southern Watch foi criada em 1992 para proteger a população xiita do Iraque. Foi inicialmente prorrogado até ao paralelo 32, mas foi prorrogado até ao paralelo 33 em 1996.

### Bósnia e Herzegovina, 1993-1995

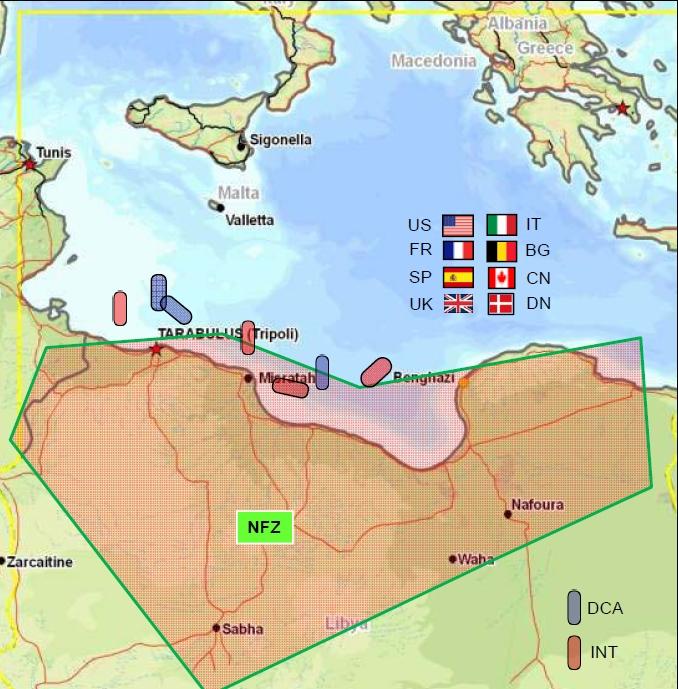
Zona de Exclusão Aérea sobre a Líbia em 2011.

Em 1992, o Conselho de Segurança das Nações Unidas aprovou a Resolução 781, com a proibição de voos militares não autorizados no espaço aéreo da Bósnia e Herzegovina. Isto conduziu a Operação Sky Monitor, onde a OTAN observava violações da zona de exclusão aérea, mas não tomava medidas contra os violadores da resolução. Em resposta a 500 violações documentadas até 1993, incluindo uma violação de combate, o Conselho de Segurança aprovou a Resolução 816, que proibiu todos os voos não autorizados e permitiu que todos os Estados membros da ONU a "tomar todas as medidas necessárias para assegurar o cumprimento ... com [o não-fazer restrições zona]. ." Isto conduziu a Operação Deny Flight. A OTAN mais tarde lançou ataques aéreos durante a Operação Deny Flight e, durante a Operação Força Deliberada.

### Líbia, 2011
A OTAN impôs sobre a parte norte da Líbia uma zona de exclusão aérea, aprovada pela Resolução 1973 do Conselho de Segurança das Nações Unidas em 17 de março de 2011 no decurso da Guerra Civil Líbia. As operações foram encerradas no fim de outubro.

## Atuais zonas de exclusão aérea

### Peru
- Machu Picchu

### Japão
- 30 km em redor da Central Nuclear de Fukushima após o acidente nuclear ocorrido na sequência do sismo de Sendai de 2011[10]